# Trattato di Westminster (1756)
Il trattato di Westminster (o convenzione di Westminster) fu un accordo siglato il 16 gennaio 1756 tra la Prussia di Federico II e la Gran Bretagna di Giorgio II, a Londra. Fu parte della rivoluzione diplomatica del 1756, rappresentando la goccia che fece traboccare il vaso nel complicato balletto diplomatico che avvenne alla fine della guerra di successione austriaca e accelerando il riavvicinamento tra Francia e Austria, nemici storici, sancito pochi mesi dopo dal primo trattato di Versailles.
L'accordo diede quindi origine a una vera e propria alleanza militare anglo-prussiana col precipitare degli eventi. Infatti il rovesciamento delle alleanze portò in breve tempo alla guerra dei sette anni.

## Antefatti
Dagli esiti della guerra di successione austriaca erano emersi diversi motivi di frizione tra la Gran Bretagna e l'Austria, che minavano la tradizionale alleanza anglo-austriaca in funzione anti-borbonica. La Gran Bretagna, che sussidiava economicamente l'Austria, era rimasta scontenta della debolezza militare da essa dimostrata. Alla fine l'aveva praticamente abbandonata, forzando Maria Teresa alla cessione di diversi territori pur di finire la guerra, cosa che l'Asburgo aveva mal digerito.
La potenza inglese d'altro canto era concentrata sul commercio e l'espansione coloniale, che comportavano un inevitabile conflitto su scala mondiale con la Francia. Le preoccupazioni di Giorgio II per i possessi ereditari dell'Hannover, esposti a un attacco francese, ne guidavano la politica sul continente. Desiderando unicamente lo status quo sulla terraferma e non volendo impegnare le proprie forze in un conflitto continentale da cui non aveva nulla da guadagnare, la Gran Bretagna ignorava quindi le rivendicazioni di Maria Teresa. Del resto la diplomazia austriaca si era oramai allineata alle posizioni di von Kaunitz, nominato Cancelliere di Stato nel 1753, che sosteneva già dal 1749 la necessità di riavvicinarsi alla Francia in funzione anti-prussiana, in quanto la Gran Bretagna aveva interessi troppo divergenti da quelli asburgici e la Prussia si era oramai definita come il maggior nemico dell'Austria. In particolare il Kaunitz riteneva vantaggioso per lo stato asburgico la perdita delle lontane e poco difendibili province olandesi, la cui economia era oltretutto minata dalla preponderanza inglese, in cambio della riacquisizione della Slesia. Ne aveva del resto già discusso con diplomatici francesi durante le trattative del 1748. Maria Teresa, maggiormente interessata alle riforme interne, si era fatta convincere a seguire le sue posizioni, a difesa della legge, dell'Impero e del cattolicesimo contro l'eretico re prussiano.
Nelle trattative giocò un ruolo importante il de Bernis, protetto di Madame de Pompadour e ambasciatore francese a Venezia. I diplomatici francesi si rendevano conto che la Francia aveva parecchio da guadagnare nel suo stato di debolezza attuale, considerato che il vero nemico era oramai la Gran Bretagna, ma non intendevano rinnegare l'alleanza con la Prussia né tantomeno impegnarsi in un conflitto aperto contro di essa. Le trattative pertanto languivano.
Nel 1748 era inoltre emersa come vera nuova potenza la Russia, che aveva sconfitto la Svezia e manteneva una sorta di protettorato sulla Polonia, e Federico II non aveva tardato a rendersi conto del rischio di una manovra a tenaglia austro-russa. Si era inoltre reso conto che la Francia, indebolita dal conflitto precedente e impegnata nel confronto coloniale con la Gran Bretagna, non era granché interessata ad espandersi a occidente, fatto salvo l'antico interesse per le province olandesi meridionali, tanto che tra il 1749 e il 1754 si era piuttosto dedicata a rafforzare decisamente il naviglio militare in funzione antibritannica. Federico inoltre sospettava di contatti tra Francia e Austria.

## La convenzione di Westminster
Nei primi anni del '50 le relazioni tra Gran Bretagna e Prussia erano pessime: la Prussia con la conquista della Slesia aveva assunto l'obbligo di ripagare il cosiddetto "debito slesiano", originato da un prestito inglese a Carlo VI d'Asburgo durante la guerra di successione polacca, ma si rifiutava di adempiervi. Inoltre si poneva come campione della causa dei giacobiti. In cambio la Gran Bretagna aveva sequestrato navigli commerciali prussiani. Malgrado queste schermaglie, nell'estate del 1755 vi erano contatti diplomatici, con la richiesta a Federico II di porsi a garante della sicurezza dell'Hannover.
Contemporaneamente la Gran Bretagna era da tempo in contatto con la Russia per garantirsi la fornitura di contingenti militari a sicurezza dell'Hannover in cambio di sussidi. La zarina Elisabetta di Russia, dimostrando più acume politico del suo ministro Bestužev, che spingeva per un'alleanza anglo-russa, riteneva gli interessi delle due potenze troppo divergenti. Alla fine si fece però convincere e nel settembre 1755 venne siglata una convenzione, detta di San Pietroburgo, ratificata solo nel febbraio 1756.
A quel punto Federico II si vide nella rischiosa situazione di poter subire un attacco combinato anglo-austro-russo in caso il conflitto tra Francia e Gran Bretagna avesse interessato il continente. Le sue mosse successive vennero determinate dalla paura, anziché dalla cupidigia presente nelle linee programmatiche del suo "Testamento spirituale" del 1752. Quando i ministri inglesi gli recapitarono il trattato anglo-russo, non ancora ratificato, e una bozza di accordo volto a garantire come sempre la sicurezza dell'Hannover, Federico II prese la palla al balzo. Ponendosi come campione della pace in Europa, e in special modo in Germania, volle una proposta per la neutralizzazione della Germania e la difesa dello status-quo, chiedendo unicamente di aggiungere un articolo segreto per escludere i Paesi Bassi austriaci, in ossequio all'alleato francese.
Nel primo articolo le due parti si impegnavano a non attaccarsi reciprocamente e a fare del loro meglio per impedire attacchi da parte dei loro alleati. Nel secondo concordavano di unire le forze per impedire un passaggio di forze straniere sul suolo germanico. Malgrado sia stato firmato a Whitehall il 16 gennaio 1756, il trattato è conosciuto come "convenzione di Westminster".

## Conseguenze
Malgrado il trattato si presentasse come un semplice accordo difensivo per il mantenimento dello status quo in Germania, ebbe conseguenze gravi e inaspettate sul precario equilibrio europeo. Gli emissari di Newcastle, che aveva davvero mal calcolato le possibili conseguenze dell'accordo, si affrettarono invano ad assicurare all'Austria che i due trattati, con i russi e i prussiani, avevano lo scopo di limitare l'espansionismo prussiano e che la Gran Bretagna si sarebbe così potuta impegnare a proteggere i Paesi Bassi austriaci da un intervento francese.
Anche Federico II, malgrado una maggior scaltrezza, fu sopraffatto dalle conseguenze. Sopravvalutò infatti l'influenza inglese sulla corte russa e le proprie capacità di rassicurare l'alleato francese. L'ambasciatore francese de Nivernois, presentatosi a Berlino per rinnovare l'alleanza franco-prussiana, prima vide negare da Federico le trattative con gli inglesi, quindi si vide presentare a metà gennaio la bozza dell'accordo, contrattato senza nemmeno informarne l'alleato francese e in via di sottoscrizione. Questo sollevò l'indignazione francese. Nel frattempo però le proposte e controproposte tra Francia e Austria dimostravano ancora a dicembre 1755 la distanza tra le due linee politiche. L'incaricato austriaco Starhemberg, che aveva ricevuto istruzioni da Maria Teresa e Kaunitz, ancora ignari dell'accordo anglo-prussiano, si trovò però dinanzi allo sdegno verso il comportamento dell'alleato prussiano e fece del suo meglio per approfittarne.
La Francia aveva a quel punto deciso di non rinnovare l'alleanza con la Prussia, che scadeva formalmente a giugno 1756, ma intendeva ancora avvalersi dell'alleanza difensiva franco-prusso-svedese stabilita nel 1747 e in scadenza a maggio 1757. De Bernis disse a Starhemberg che come l'Austria non intendeva impegnarsi attivamente contro la Gran Bretagna nel conflitto anglo-francese oramai in corso, così non poteva pretendere dalla Francia che essa si impegnasse attivamente contro la Prussia. Se ai francesi la perdita della Slesia da parte di Federico sembrava una punizione accettabile per la stipula della convenzione, i piani austriaci di smembramento totale dello stato prussiano suonavano eccessivi. Questo perché in Germania era preferibile una divisione dei poteri anziché un nuovo dominio asburgico e vi era ancora un forte partito filo-prussiano a corte.
Malgrado ciò le trattative proseguirono, visto che le cose erano andate troppo oltre e rimaneva il rischio che l'Austria ritornasse almeno temporaneamente al vecchio sistema di alleanze, cosa che avrebbe comportato un accerchiamento totale della Francia. Inoltre Luigi XV aveva fatto una questione di onore della necessità di punire l'alleato prussiano per la sua condotta e l'unico modo possibile sembrava un trattato con l'Austria. Le trattative finali iniziarono il 19 aprile 1756 e il consiglio dei ministri diede l'assenso alle due convenzioni, di neutralità e alleanza difensiva (comprensive di cinque articoli segreti), che assieme sono conosciute come trattato di Versailles, firmato il primo maggio.
L'accordo comunque venne interpretato in modi completamente diversi dalle parti. Mentre la Francia intendeva garantirsi unicamente la neutralità sul continente, liberando risorse per il conflitto marittimo e coloniale in atto, per l'Austria era un semplice primo passo verso una guerra europea contro Federico. Del resto i diplomatici austriaci valutarono correttamente che il comportamento del re prussiano avrebbe prima o poi costretto la Francia a prendere parte attiva contro di lui. Starhemberg scrisse: "prima o poi ce la faremo a raggiungere il nostro grande piano e forse lo stesso re di Prussia sarà il nostro principale aiuto". Gli accordi austro-francesi ebbero inoltre come effetto la neutralità olandese in cambio delle assicurazioni francesi di non aggressione, concesse da Luigi XV nel giugno 1756.
Ricevuta notizia della convenzione di Westminster due giorni dopo la ratifica di quella di San Pietroburgo, Elisabetta capì che l'accordo anglo-russo era carta straccia. Volendo, costituiva anzi una minaccia diretta, visto che in pratica costringeva la Prussia a volgere le sue mire ad est. Diede perciò sfogo all'odio personale verso Federico II e alla sua predilezione per la Francia e la sua cultura. Mentre Bestužev veniva in pratica messo da parte, creò un comitato speciale che doveva proporre delle misure per limitare il potere prussiano. Le misure ovviamente suggerite furono di procedere nell'avvicinamento già in corso all'Austria, anche in chiave offensiva, e nel conquistarsi i favori francesi.
Von Kaunitz aveva sempre dato per scontato un possibile aiuto russo contro la Prussia. Ciò che lo preoccupava erano unicamente l'inaffidabilità della politica estera russa e l'aggressività dimostrata dalla zarina, che si era via via volta contro Svezia, Prussia e Impero ottomano. Voleva infatti muovere contro la Prussia con tre armate (austriaca, russa e francese) ma in un momento scelto dall'Austria, non dalla Russia, che oltretutto sarebbe stata in competizione per i sussidi necessari a tenere in moto la sua pachidermica macchina bellica. Inoltre preferiva in ogni caso una guerra da aggredito più che da aggressore.
Il 13 marzo 1756 Maria Teresa istruì il suo ambasciatore a San Pietroburgo di informare la zarina delle trattative tra Austria e Francia e della possibilità di accordarsi per un attacco combinato contro la Prussia nel 1757, allo scadere dell'alleanza franco-prusso-svedese. Questo non fece altro che accelerare i preparativi russi per la guerra, che da aprile in avanti procedettero a ritmo spedito. Malgrado la salute della zarina si deteriorasse a partire dall'estate, la Russia aderì al trattato di Versailles il 31 dicembre 1756, con articoli segreti volti ad assicurare l'aiuto russo in caso di attacco inglese sul continente e sussidi francesi alla Russia in caso di attacco turco. La corte russa non venne comunque messa a parte degli articoli segreti stipulati tra Francia e Austria.
Nel frattempo gli eventi erano precipitati, togliendo al Kaunitz l'incombenza di dover convincere il titubante alleato francese a prendere parte attiva al conflitto sul continente. Francia e Gran Bretagna si scontravano apertamente nelle colonie nordamericane dal 1754, ma malgrado la dichiarazione formale di guerra nel maggio 1756 non avevano infatti interesse a un conflitto su larga scala sul territorio continentale europeo. Tuttavia le cose erano andate troppo oltre e troppe erano le questioni aperte, in primis quella slesiana. Alla paura dell'accerchiamento, malgrado gli ammonimenti francesi e la necessità di non scontentare l'alleato inglese, Federico reagì infatti nel modo aggressivo previsto in buona misura dagli austriaci, penetrando in Sassonia nell'agosto 1756. Questo portò alla guerra aperta e al secondo trattato di Versailles, di natura questa volta offensiva.